# Josep Andújar i Pérez
Josep Andújar i Pérez (Sant Feliu de Guíxols, Baix Empordà, 30 de març de 1955) és un periodista i cantautor reconegut artísticament com a «Sé». Va néixer en una família guixolenca de pescadors. Va desenvolupar una carrera en solitari amb havaneres i valsets marines «plenes de poesia, amistat i sabor mariner». Com a folklorista musical ha recuperat cançons de tradició oral.

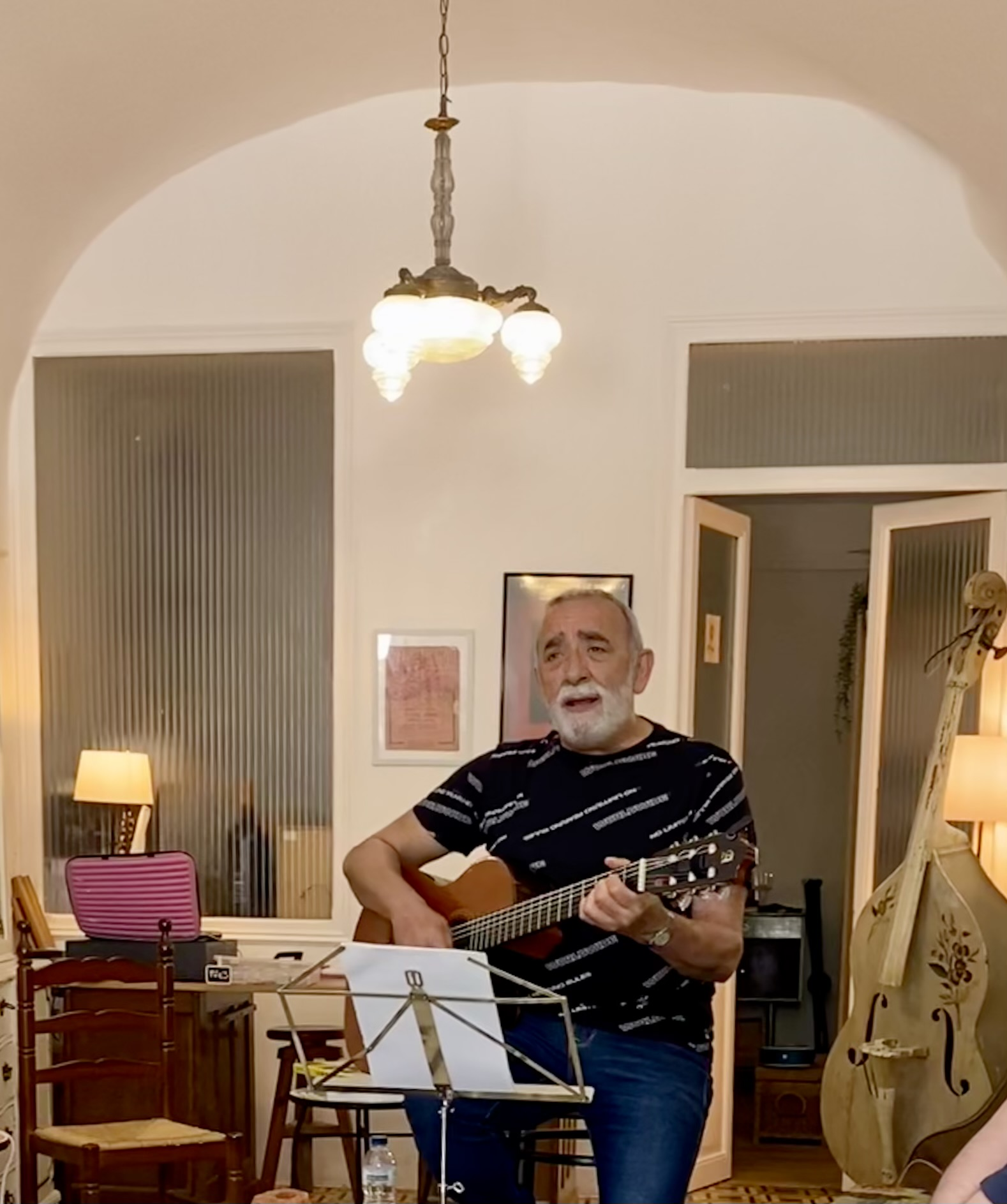
Durant un concert a la llibreria musical «La Fàbrica» a Calonge (2023)

A la primeria dels anys 1970 va començar la carrera musical amb el grup Rally. El 1983 va guanyar un concurs de música nova a Platja d'Aro i va poder editar el seu primer senzill Se amb dues cançons «Pare Joan» i «Porta de la llibertat». Després d'una pausa, en la qual va treballar com a periodista va tornar als escenaris el 1995.
El 24 d'agost de 2013 va guanyar a Sant Pol de Mar el Cinquè Concurs de Composició d'Havaneres de Catalunya Vila Sant Pol de Mar amb la cançó «El teu nom i l'onada», així com el premi popular, decidit per votació del públic. El 2022 va rebre el guardó «Porta Ferrada d'Or» per la seva contribució a la promoció de la ciutat de Sant Feliu.
Uns discs destacats
- Se (1983, Discophon)[8]
- Minuts impossibles (2001, Música Global Discogràfica)[9]